# Ugashik Lakes
Die Ugashik Lakes oder Ugashik-Seen bilden ein Seensystem auf der Alaska-Halbinsel im US-Bundesstaat Alaska.
Die beiden Seen, Upper Ugashik Lake und Lower Ugashik Lake, liegen etwa 120 km südwestlich von King Salmon im Alaska Peninsula National Wildlife Refuge. Der Lake Becharof befindet sich 15 km nordöstlich des Upper Ugashik Lake. Die Ugashik Narrows bilden einen kurzen schmalen Kanal zwischen den beiden Seen. Die meisten Zuflüsse der auf einer Höhe von 4 m gelegenen Seen entspringen an der Nordwestflanke der Aleutenkette.

## Upper Ugashik Lake
Der Upper Ugashik Lake ist der nordöstliche und geringfügig höhere See. Er bedeckt eine Fläche von 199,4 km³. Die mittlere Wassertiefe beträgt 28,6 m. Die maximale Wassertiefe liegt bei 150 m. 10 km östlich des Upper Ugashik Lake erhebt sich der Vulkan Mount Peulik sowie südlich davon die Ugashik-Caldera.

## Lower Ugashik Lake
Der 182,3 km² große Lower Ugashik Lake ist im Mittel 35,7 m tief. Die maximale Wassertiefe beträgt 120 m. Der Ugashik River entwässert den Lower Ugashik Lake nach Norden zur Ugashik Bay und zum Beringmeer. Die Ortschaft Ugashik befindet sich 25 km westlich des Lower Ugashik Lake.

## Fischfauna
Von den fünf im Seensystem vorkommenden Lachs-Arten sind Rotlachs (Oncorhynchus nerka) und Silberlachs (Oncorhynchus kisutch) am häufigsten. In den Seen heimische Süßwasserfische sind Arktische Äsche (Thymallus arcticus), Dolly-Varden-Forelle (Salvelinus malma), Wandersaibling (Salvelinus alpinus), Amerikanischer Seesaibling (Salvelinus namaycush), Hecht (Esox lucius) und Prosopium cylindraceum („round whitefish“). Beide Seen gelten bei Anglern als gutes Äschen-Revier.